# Százlevelű rózsa
A százlevelű rózsa, káposztarózsa, Provence-i rózsa, százszirmú rózsa (Rosa x centifolia) a rózsavirágúak (Rosales) rendjébe és a rózsafélék (Rosaceae) tartozó faj.
Többszörös hibrid faj (illetve fajtacsoport), a R. gallica x R. canina x R. moschata fajok lehetnek a szülői. Hazája a Kaukázus keleti része.
Többek között ide sorolják az erősen mirigyes szárú rózsaszín virágú moharózsát ('Muscosa'), valamint a pirosan nyíló burgundi rózsát ('Parviflora)'.

## Megjelenése
1-2 méter magasra növő cserje, melynek hajtásai és tüskézete változó. Páratlanul szárnyas levelei a hajtásokon szórtan találhatók. Virágaik nagyok, tömveteltek, illatosak, a hajtásokon többesével helyezkednek el, fehér, rózsaszín vagy piros színűek. Virágzásuk ideje május-július.
Felhasznált részek, drogok: a sziromlevél (Rosae flos) és a belőle hideg úton, ún. enfleurage eljárással kinyert illóolaj (Rosae aetheroleum).

## Főbb hatóanyagok
Cserzőanyagok, flavonoidok, antocián-vegyületek, illóolaj (geraniol, citronellol és nerol fő alkotórészekkel), viaszszerű és egyéb anyagok.

## Főbb hatások
A szirmoké összehúzó, antibakteriális, gyulladáscsökkentő és a sebek gyógyulását elősegítő; az illóolajoké antimikrobiális és hangulatjavító.

## Előfordulása növényértékelő monográfiában
E-monográfia (a százlevelű és a parlagi rózsa — R. gallica L. - virágai — 1990).

## Gyógyászati és kozmetikai felhasználása
A szirmot forrázatok, főzetek, alkoholtartalmú kivonatok és gyógymézek formájában fertőzéses eredetű hasmenés, szájüreg- és garatgyulladás, illetve szájfertőzések kezelésére, valamint bőrbántalmak kezelésére és kozmetikai készítmények alkotórészeként; az illóolajat kozmetikai készítmények (krémek, testápolók, fürdőkészítmények) alkotórészeként és parfümök illatösszetevőjeként használják fel. 
Alkoholos kivonata kiváló napégés elleni szer, fontos összetevője az IRIX Spray-nek, amely kisebb égési balesetek (forrázás, forró tárgy okozta sérülések, napégés, rovarcsípés okozta bőrvörösödés és felhólyagzás), valamint kisebb horzsolások kezelésére alkalmas. A Naksol ugyanezen termék gyógyszertári változata. Feltalálója a Tolna vármegyei Nak községben született, Dél-Amerikába kivándorolt, majd onnan Magyarországra 1964-ben visszatelepült Széles Lajos volt.